# 糸原沙也加
糸原 沙也加（いとはら さやか、1993年2月7日 - ）は、日本のタレント。
よしもと発めっちゃオモロいアイドルつぼみ大革命のメンバー。
大阪府門真市出身。吉本興業大阪所属。

## 来歴
2014年5月25日 つぼみオーディションに合格、6期生として加入。(同期4名)
2014年10月26日 「等身大のわたし～other side of つぼみ公演～」にてふわふわパンチとして初ネタを披露（道頓堀ZAZA HOUSE）
2017年6月16日 KANSAI IDOL QUEENの中間発表にて5位となり、KANSAI IDOL QUEEN 2017 スペシャルトークショー&サイン会に出演。
2019年3月31日 所属グループが「つぼみ」から「つぼみ大革命」に改名。

## 人物
- よしもと発めっちゃオモロいアイドルつぼみのメンバー。愛称はいとっち、イトスなど。
- ユニットのいやし担当、カラーは薄ピンク[3]。
- 趣味は、読書、あだ名つけ、いたずら。
- 特技は、アイドルに詳しい。
- つぼみ同期の岡本りんと「ふわふわパンチ」というコンビを組んでいる。
- ふわふわパンチとして漫才劇場へのオーディションライブ「UP TO YOU」などお笑いライブにも参加していたが、現在はアイドル活動に専念。

## 出演

### ライブ
- KANSAI IDOL QUEEN 2017 スペシャルトークショー&サイン会(Loft PlusOne West)（2017年7月4日）

その他、つぼみとしての舞台出演多数。

### テレビ
現在
- 取り扱い注意！アイドル必須マニュアル「ドルセツ」(Kawaiian TV)[4]。

### インターネット動画
過去
- つぼみのニコニコランド（ニコニコ動画）：水曜出演

現在
- つぼみのもっと前進！（ニコニコ動画）
- つぼみのちょっと前進！（ニコニコ動画）：不定期出演

### ラジオ
現在
- つぼみのじゃんぐる?レディOh！（YES-fm）：火曜日（不定期出演）